# Campeonato Ucraniano de Futebol de 2023–24 – Primeira Divisão
A Primeira Divisão do Campeonato Ucraniano de Futebol de 2023–24, também conhecida como Ukrainska Premier Liha de 2023–24 e oficialmente como VBet Liha de 2023–24 (por razões de patrocínio), é a 33.ª temporada do campeonato de clubes equivalente à primeira divisão do futebol ucraniano e a 16.ª como Ukrainska Premier Liha (UPL; "Premier League Ucraniana").
Dezesseis clubes participam da temporada, que começou em 29 de julho de 2023 e tem término previsto para 19 de maio de 2024. O certame é organizado pela Ukrainska Premier Liha (UPL; em ucraniano: "Українська Прем'єр-ліга", transliteração: Ukrainska Premier Liha), entidade autônoma da Associação Ucraniana de Futebol (UAF; em ucraniano: "Українська асоціація футболу", transliteração: Ukrayins'ka Asotsiatsiya Futbolu).

## Regulamento
O Campeonato Ucraniano é disputado por dezesseis clubes em fase única, turno e returno (jogos de ida e volta), todos contra todos (pontos corridos). Ao final das 30 rodadas, o clube com mais pontos será o campeão.
O campeão se classifica para o play-off da Liga dos Campeões e o vice-campeão para a segunda pré-eliminatória da Liga dos Campeões ("Caminho da Liga").
O terceiro colocado garante vaga na fase de qualificação da Liga Europa.
O quarto e o quinto colocados se classificam para a segunda pré-eliminatória da Liga Conferência Europa.
Os dois últimos são rebaixados, e os 15º e 16º colocados disputam play-offs (repescagem) contra o 3º e 4º colocados da segunda divisão para saber quem jogará na elite do futebol ucraniano na próxima temporada.

## Classificação
| Pos | Equipe                    | Pts | J  | V  | E  | D  | GP | GC | SG  | Classificação ou Rebaixamento                       |
| --- | ------------------------- | --- | -- | -- | -- | -- | -- | -- | --- | --------------------------------------------------- |
| 1   | Shakhtar Donetsk (C, Q)   | 70  | 28 | 22 | 4  | 2  | 62 | 21 | +41 | Rodada de play-off da Liga dos Campeões             |
| 2   | Dynamo Kyiv (Q)           | 63  | 28 | 20 | 3  | 5  | 67 | 26 | +41 | Segunda pré-eliminatória da Liga dos Campeões       |
| 3   | Kryvbas Kryvyi Rih (X)    | 54  | 28 | 16 | 6  | 6  | 47 | 27 | +20 | Segunda pré-eliminatória da Liga Conferência Europa |
| 4   | Dnipro-1                  | 48  | 28 | 13 | 9  | 6  | 37 | 26 | +11 | Segunda pré-eliminatória da Liga Conferência Europa |
| 5   | Rukh Lviv                 | 46  | 28 | 11 | 13 | 4  | 41 | 29 | +12 |                                                     |
| 6   | Polissia Zhytomyr         | 46  | 28 | 13 | 7  | 8  | 34 | 27 | +7  |                                                     |
| 7   | LNZ Cherkasy              | 35  | 28 | 9  | 8  | 11 | 28 | 33 | −5  |                                                     |
| 8   | Zorya Luhansk             | 32  | 28 | 7  | 11 | 10 | 28 | 34 | −6  |                                                     |
| 9   | Chornomorets Odesa        | 32  | 28 | 10 | 2  | 16 | 38 | 43 | −5  |                                                     |
| 10  | Oleksandriya              | 30  | 28 | 7  | 9  | 12 | 25 | 36 | −11 |                                                     |
| 11  | Vorskla Poltava           | 30  | 28 | 8  | 6  | 14 | 27 | 44 | −17 |                                                     |
| 12  | Kolos Kovalivka           | 29  | 28 | 6  | 11 | 11 | 19 | 28 | −9  |                                                     |
| 13  | Obolon Kyiv               | 26  | 28 | 5  | 11 | 12 | 17 | 35 | −18 | Repescagem pela permanência na primeira divisão     |
| 14  | Veres Rivne               | 24  | 28 | 5  | 9  | 14 | 27 | 43 | −16 | Repescagem pela permanência na primeira divisão     |
| 15  | Mynai (Z)                 | 22  | 28 | 4  | 10 | 14 | 24 | 45 | −21 | Rebaixados para a segunda divisão                   |
| 16  | Metalist 1925 Kharkiv (Z) | 22  | 28 | 5  | 7  | 16 | 28 | 52 | −24 | Rebaixados para a segunda divisão                   |

1. 1 2  Pontos de confronto direto: Rukh Lviv 4, Polissya Zhytomyr 1.
2. 1 2  Pontos de confronto direto: Zorya Luhansk 4, Chornomorets 1.
3. 1 2  Empatado no confronto direto: Oleksandriya 1–0 Vorskla Poltava, Vorskla Poltava 1–0 Oleksandriya
4. 1 2  Mynai está à frente do Metalist 1925 Kharkiv no confronto direto: Mynai 2–0 Metalist 1925 Kharkiv, Metalist 1925 Kharkiv 1–0 Mynai.

## Play-offs do Rebaixamento
| Chave | Equipe 1                          | Agregado | Equipe 2             | Jogo 1 | Jogo 2 | Fonte |
| ----- | --------------------------------- | -------- | -------------------- | ------ | ------ | ----- |
| 1     | Epitsentr Kamianets-Podilskyi (2) | 2—4      | Veres Rivne          | 1—1    | 1—3    |       |
| 2     | Obolon Kyiv                       | 2—1      | Livyi Bereh Kyiv (2) | 1—0    | 1—1    |       |

No dia 22 de julho de 2024, a comissão executiva da UAF aprovou que o clube que iria substituir o SC Dnipro-1 seria o vencedor de torneio de transição, realizado à semelhança do play-off de rebaixamento cuja organização foi atribuída à UPL. O sorteio do torneio foi marcado para a mesma data. O torneio foi decidido incluir três jogos (duas meias-finais e uma final) nos dias 26 e 30 de julho de 2024. O torneio foi disputado pelas 2 equipas do segundo escalão que participaram no torneio de rebaixamento e não conseguiram a promoção, e as 2 equipas da Primeira Divisão que ficaram em lugar de despromoção: Livyi Bereh Kyiv, Metalist 1925 Kharkiv, Epitsentr Kamianets-Podilskyi e FC Mynai. O torneio foi ganho pelo Livyi Bereh, que assim foi promovido à Primeira Divisão Ucraniana de 2024–25.